# Processeur optique
Un processeur optique, aussi appelé processeur photonique, est un composant électronique dont le but est de traiter des données numériques transformées en signaux lumineux. La transformation se fait par des diodes laser, puis par des photodétecteurs.
Contrairement aux processeurs dits « classiques » – qui utilisent des électrons comme médium de l'information – les processeurs photoniques utilisent des photons, particules de charge neutre et voyageant à la vitesse de la lumière, ce qui rend ces calculateurs à leur tour extrêmement rapides et efficaces.
Au début des années 2020, les processeurs photoniques sont encore en phase de développement, mais ils ouvrent la voie à l'utilisation de technologies avancées, comme des ordinateurs quantiques plus rapides et plus puissants.

## Historique

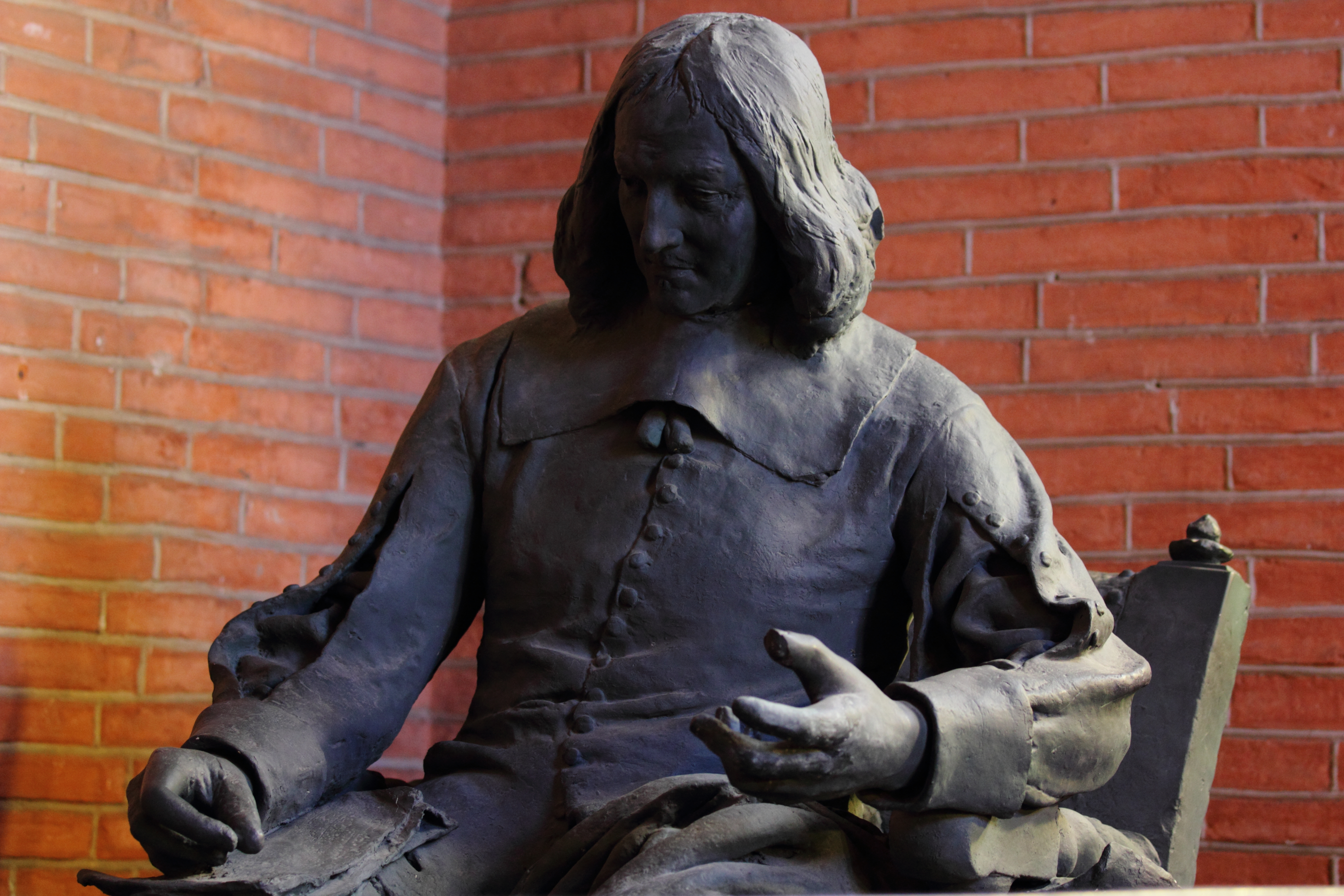
Pierre de Fermat, par Alexandre Falguière, musée des Augustins, Toulouse.

L'histoire de la technologie du processeur photonique remonte aux travaux pionniers de scientifiques tels que Augustin Fresnel, Edmond Becquerel, James Clerk Maxwell, Albert Einstein, Max Planck et Niels Bohr, qui jettent les bases de la théorie quantique, de la nature corpusculaire de la lumière et participent à l'avancement théorique et pratique de l'expérimentation photonique. Néanmoins, les concepts fondamentaux de la photonique moderne ont émergé au XVIIe siècle.
- Le principe de la réflexion de la lumière était déjà compris chez les Grecs antiques[1].

- En 1621, Willebrord Snell établit les lois de la réfraction. Elles seront redécouvertes seize ans plus tard par le philosophe français René Descartes et resteront connues, en Europe, sous le nom de « lois de Snell-Descartes ».

- 1657, Pierre de Fermat redémontre les lois de la réfraction et développe le principe selon lequel le trajet parcouru par la lumière entre deux points est toujours celui qui minimise le temps de parcours (Principe de Fermat).

- 1665, Robert Hooke donne une explication de la diffusion ondulatoire de la lumière. Ses thèses sont reprises ensuite par Christian Huygens, puis par Thomas Young (Fentes de Young).

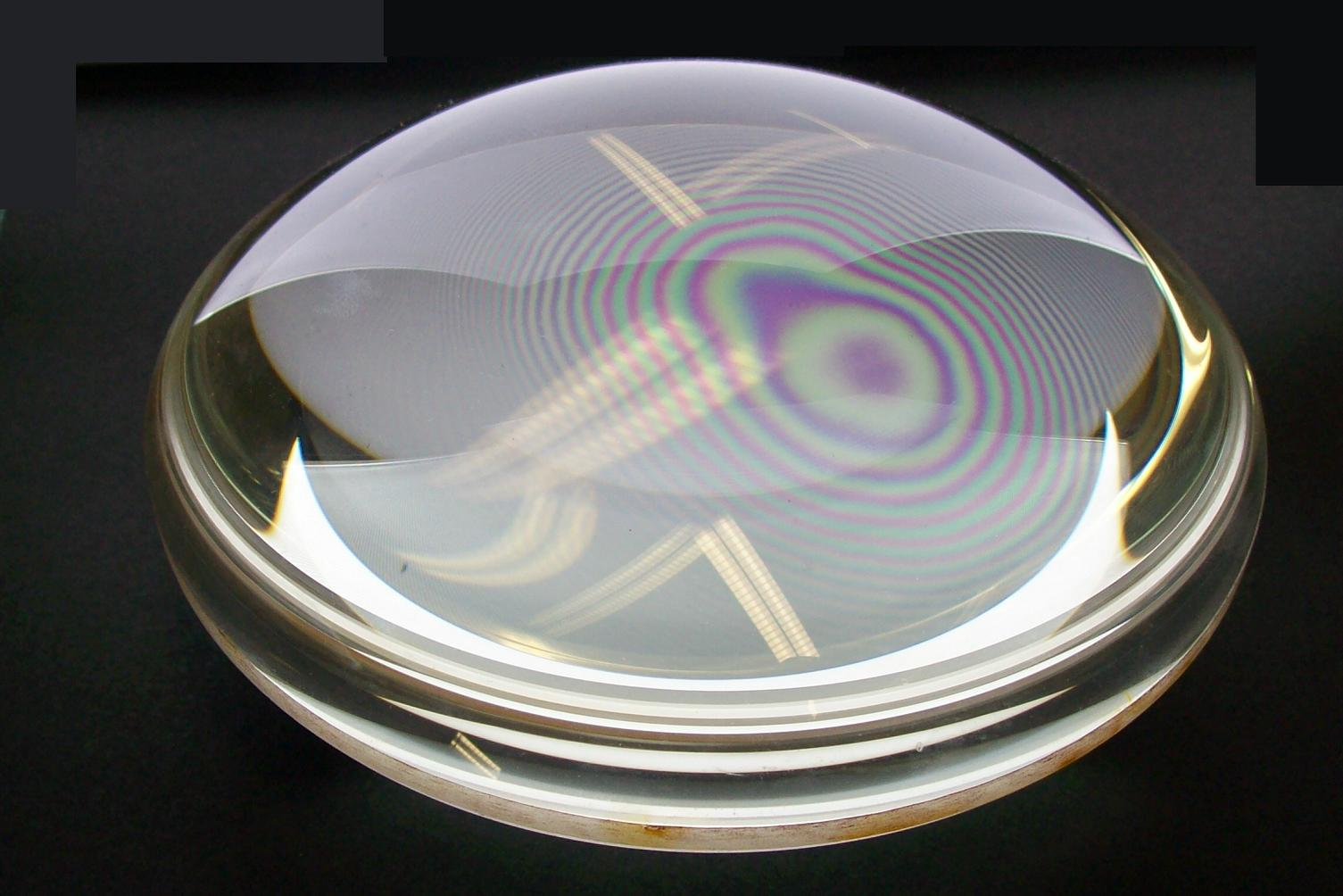
Des anneaux de Newton, tels que théorisés par Fresnel.

- 1814 - Joseph von Fraunhofer découvre et étudie les raies de Fraunhofer.

- 1818 -  Augustin Fresnel théorise la diffraction, en s'inspirant de travaux de Newton.

- En 1839, le physicien français Edmond Becquerel construit la première cellule photovoltaïque au monde[2], démontrant ainsi l’effet photovoltaïque, c’est-à-dire la génération de courant électrique dans un matériau lors d’une exposition à la lumière.

- 1865 – Le scientifique écossais James Clerk Maxwell publie A Dynamical Theory of the Electromagnetic Field, une description mathématique de la lumière. Cette théorie reconnaît la lumière comme une onde électromagnétique.

- 1905 – Albert Einstein publie « Sur un point de vue heuristique concernant la production et la transformation de la lumière », une théorie développant une hypothèse selon laquelle l’énergie lumineuse est transportée dans des paquets quantifiés discrets.

- Dans les années 1960 et 1970, des chercheurs réalisent les premières manipulations expérimentales de signaux optiques pour le traitement de l'information. Les premiers dispositifs, tels que des commutateurs optiques et des modulateurs électro-optiques, sont alors développés pour exploiter les propriétés de la lumière et réaliser des opérations logiques de base. Ces réalisations jettent les bases des futurs processeurs photoniques.

- Le premier DSP optique (ODSP) a été réalisé par la société israélienne Lenslet en 2003. Enlight64 était capable de calculer 240 GMAC/s. Son successeur Enlight256, d'une puissance de calcul de 8000 GMAC/s, a été présenté au salon militaire MILCOM (Military Communications Conference) à Boston, aux États-Unis, en octobre 2003. Ces processeurs utilisent des diodes laser VCSEL, une matrice optique SLM de 256x256, et des photodiodes. Leur fréquence de travail est de 125 MHz.

- Depuis la fin des années 2010, la société américaine Lightmatter[3] présente sa plateforme de calcul photonique basée sur l'IA et le réseau neuronal.

- En 2021, une équipe de l'université d'Oxford annonce avoir créé un processeur photonique, en utilisant la polarisation de la lumière[4].

## Fonctionnement

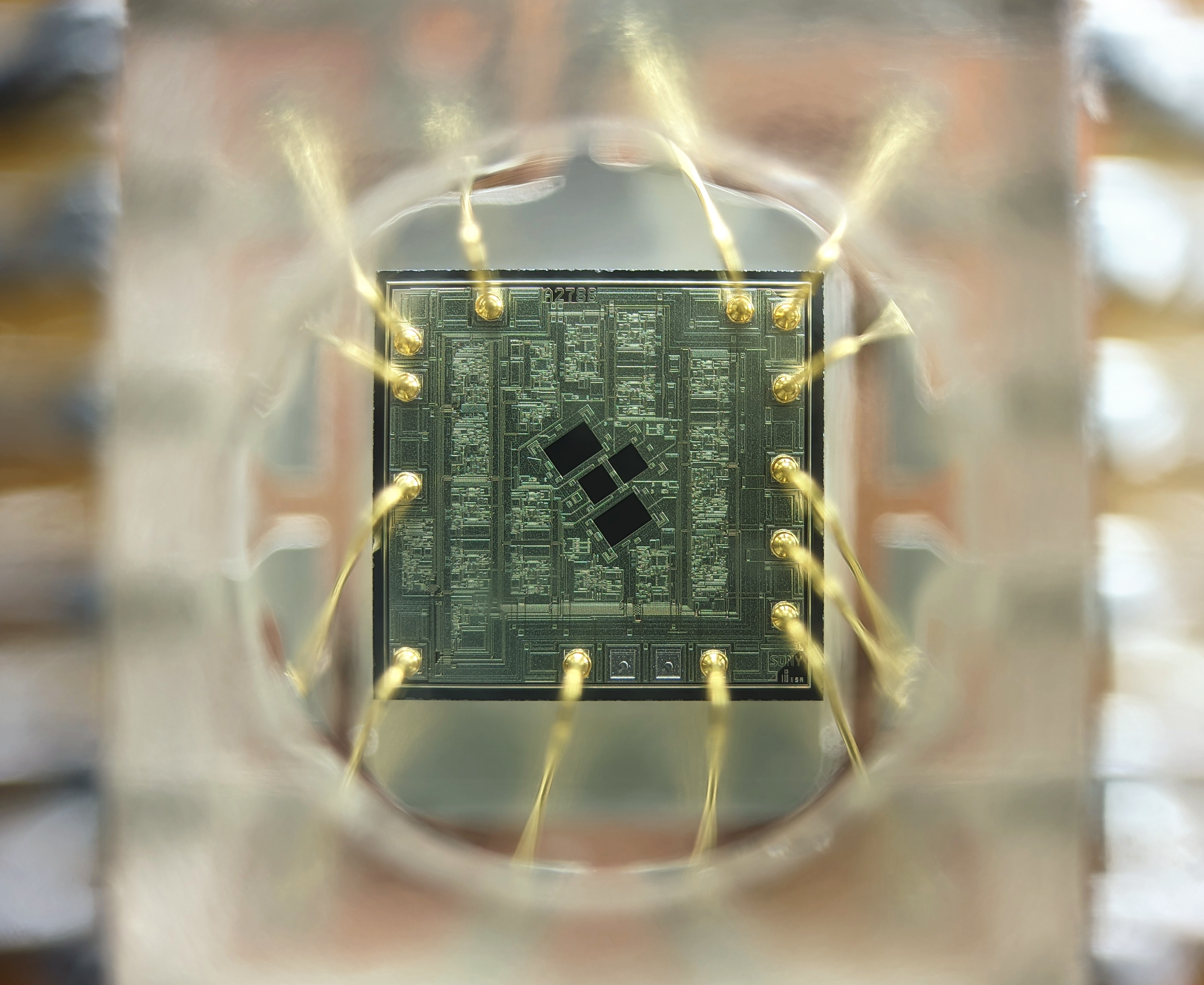
La photodétection est déjà utilisée dans les lecteurs CD/DVD/Bluray. Au centre : quatre photodiodes.

Un transistor optique agit de la même manière qu'un transistor électronique, mais beaucoup plus vite.
Des mémoires peuvent se faire, non pas avec des condensateurs, mais avec des bascules.
L'utilisation de photons, non chargés électriquement, rend possible un échange beaucoup plus rapide des données et surtout un minimum d'échauffement dans le processus de traitement des données par l'ordinateur.
En informatique, le calcul est un processus non linéaire dans lequel de multiples signaux doivent interagir, ce qui constitue un défi important pour l'informatique optique. La lumière, qui est une onde électromagnétique, ne peut interagir avec une autre onde électromagnétique qu'en présence d'électrons dans un matériau, et la force de cette interaction est beaucoup plus faible pour les ondes électromagnétiques, telles que la lumière, que pour les signaux électroniques dans un ordinateur conventionnel. Les éléments de traitement d'un ordinateur optique peuvent donc nécessiter plus d'énergie et être plus volumineux que ceux d'un ordinateur électronique conventionnel utilisant des transistors.

### Processeur photonique quantique
Un processeur photonique quantique est un interféromètre à faible perte d'information, «multimode» et «reconfigurable». Un processeur peut connaître des interférences de rayonnement électromagnétique entre différents canaux de transmission d'information (séries de quelques milliards de photons). Certains designs permettent à l'utilisateur d'utiliser ces interférences arbitrairement et de manière contrôlée entre un certain nombre de canaux optiques, dans le domaine classique ou quantique (Quix Quantum, Pays-Bas).
Le nombre de canaux optiques, la faible perte (2,9 db) et la haute fidélité de transformation de l'information sont des critères essentiels à la qualité d'un bon processeur photonique quantique.

## Fabrication

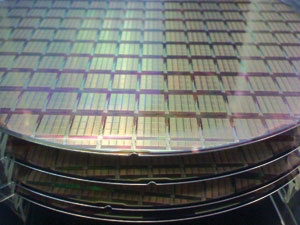
Plaques de semi-conducteurs montrant des circuits intégrés conçus par IPtronics pour les interconnexions optiques parallèles utilisant un processus de fabrication de STMicroelectronics.
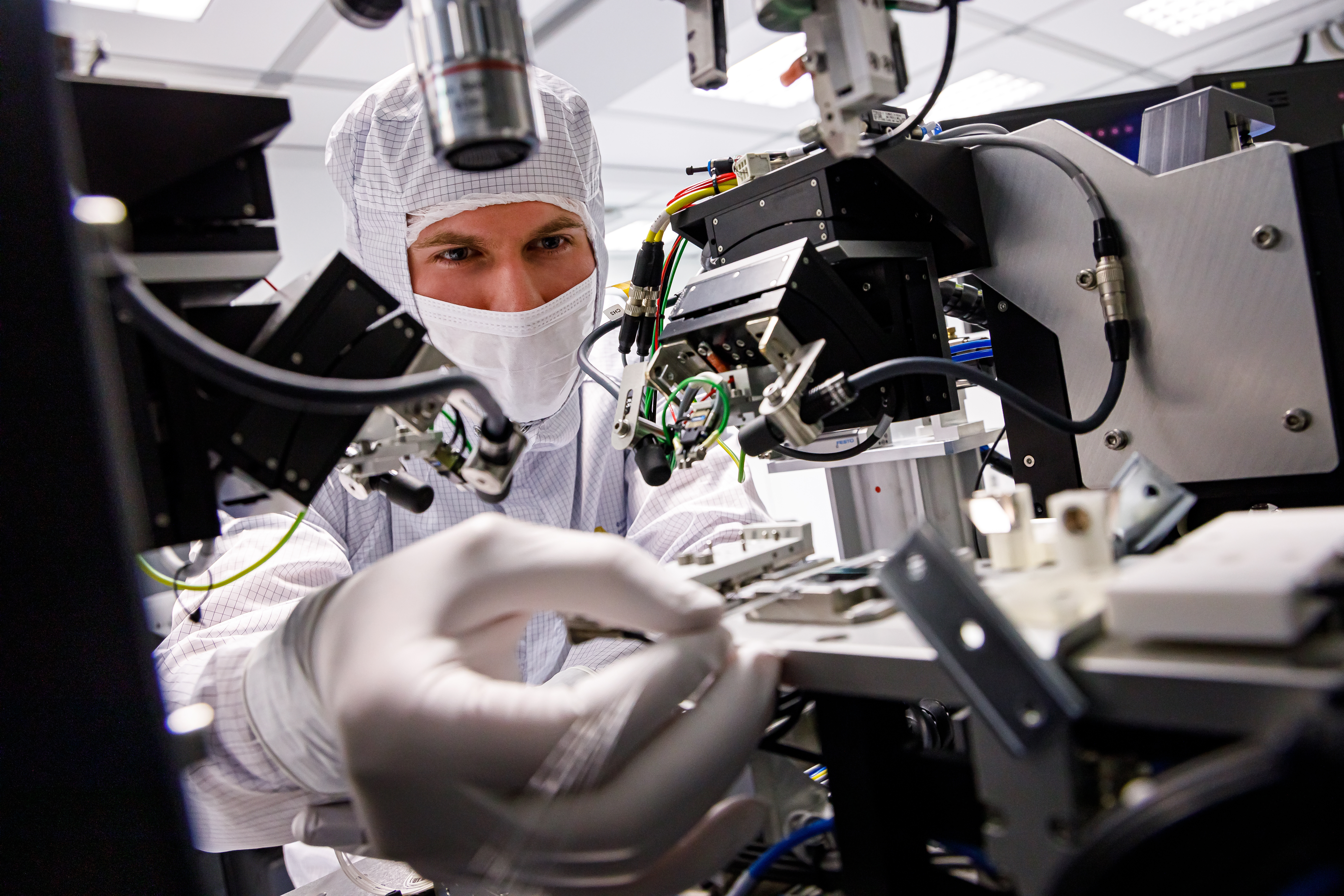
Un chercheur du FMN Laboratory[8] (Russie) en train d'assembler un processeur neuromorphique basé sur un circuit intégré photonique qui permet des calculs à la vitesse de la lumière.

## Usages
Les études divergent sur les capacités futures des ordinateurs optiques ; la question de savoir s'ils peuvent ou non concurrencer les ordinateurs électroniques à semi-conducteurs en termes de vitesse, de consommation d'énergie, de coût et de taille reste ouverte.
Les détracteurs des calculateurs optiques notent que les systèmes logiques nécessitent «une restauration au niveau logique, une mise en cascade, une sortie en éventail et une isolation entrée-sortie», autant d'éléments qui sont actuellement fournis par des transistors électroniques à faible coût, à faible consommation et à grande vitesse. Pour que la logique optique soit compétitive au-delà de quelques applications de niche, il faudrait des percées majeures dans cette technologie spécifique aux dispositifs optiques non linéaires, voire un changement dans la nature même de l'informatique.

## Développements non conventionnels
Une des idées importantes dans le développement de processeurs photoniques est la capacité à «retarder» la lumière (ou tout autre signal) afin d'effectuer des calculs utiles. Un des grands défis de ce domaine de recherches serait de résoudre les problèmes NP-complet, particulièrement difficiles pour les ordinateurs conventionnels.
Deux propriétés fondamentales de la lumière sont utilisées dans cette approche :
La lumière peut être retardée en la faisant passer par un médium (fibre optique) d'une certaine longueur.
La lumière peut être divisée en plusieurs (sous-)rayons. Cette propriété est également essentielle car nous pouvons ainsi traiter plusieurs solutions en même temps.
Lors de la résolution d'un problème avec délais, les étapes suivantes doivent être suivies :
- La première étape consiste à créer une structure graphique composée de câbles optiques et de séparateurs. Chaque graphe comporte un nœud de départ et un nœud de destination.
- La lumière entre par le nœud de départ et traverse le graphe jusqu'à ce qu'elle atteigne la destination. Elle est retardée lorsqu'elle passe par des arcs et divisée à l'intérieur des nœuds.
- La lumière est marquée lorsqu'elle passe par un arc ou un nœud afin que nous puissions facilement identifier ce fait au nœud de destination.
- Au nœud de destination, nous attendons un signal (fluctuation de l'intensité du signal) qui arrive à un moment donné. Si aucun signal n'arrive à ce moment-là, cela signifie que nous n'avons pas de solution à notre problème. Dans le cas contraire, le problème a une solution. Les fluctuations peuvent être lues à l'aide d'un photodétecteur et d'un oscilloscope.

Le premier problème abordé de cette manière a été le problème du chemin hamiltonien.
Le plus simple est le problème de la somme de sous-ensembles. Un dispositif optique résolvant une instance avec quatre nombres {a1, a2, a3, a4} est représenté schématiquement ci-après :

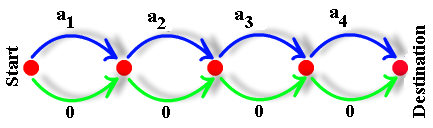
Dispositif optique pour résoudre le problème de la somme des sous-ensembles.

La lumière entre dans le nœud «Start». Elle se divise en deux (sous-)rayons de plus faible intensité. Ces deux rayons arrivent au deuxième nœud aux instants a1 et 0.
Chacun d'eux sera divisé en deux sous-rayons qui arriveront au troisième nœud aux instants 0, a1, a2 et a1 + a2. Ceux-ci représentent tous les sous-ensembles de l'ensemble {a1, a2}.
Nous nous attendons à des fluctuations de l'intensité du signal à quatre moments différents au maximum. Dans le nœud de destination, nous nous attendons à des fluctuations à 16 moments différents maximum (qui sont tous les sous-ensembles de l'ensemble donné).
Si nous avons une fluctuation au moment B, cela signifie que nous avons une solution au problème, sinon il n'y a pas de sous-ensemble dont la somme des éléments est égale à B. Pour la mise en œuvre pratique, il n'existe pas de câble de longueur nulle, donc tous les câbles sont augmentés d'une faible valeur (fixe pour tous les câbles) k'. Dans ce cas, la résolution est attendue à B+n×k.

### Machine d'Ising

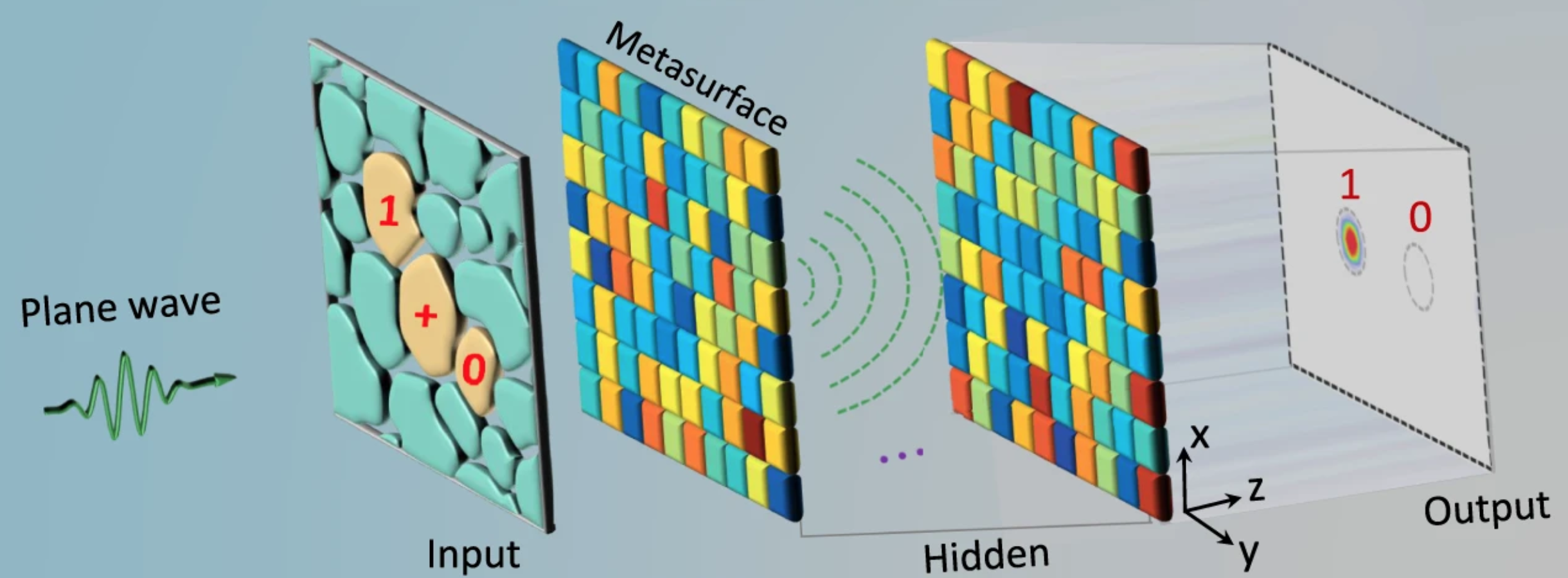
Porte logique optique avec réseau neuronal diffractif ; fonctionnant comme une machine d'Ising (deux valeurs «0/1»).

Les ordinateurs physiques dont la conception a été inspirée par le modèle théorique d'Ising sont appelés machines d'Ising.
Le laboratoire de Yoshihisa Yamamoto à Stanford a été le premier à construire des machines d'Ising utilisant des photons. Au départ, Yamamoto et ses collègues construisirent une machine d'Ising en utilisant des lasers, des miroirs et d'autres composants optiques que l'on trouve couramment sur une table optique.
Plus tard, une équipe des laboratoires Hewlett-Packard-Bell développe des outils de conception de puces photoniques et les utilise pour construire une machine d'Ising sur une seule puce, intégrant 1 052 composants optiques sur cette seule puce.